# دانيال جاي مايرز
دانيال جاي مايرز (بالإنجليزية: Daniel J. Myers)‏ هو عالم اجتماع أمريكي، ولد في 9 أبريل 1966.